# Roodrugtrogon
De roodrugtrogon (Harpactes duvaucelii)  is een vogelsoort uit de familie Trogons (Trogonidae). Deze vogel is genoemd naar de Franse natuuronderzoeker Alfred Duvaucel (1793-1824).

## Kenmerken
Het verenkleed van deze 25 cm grote solitaire vogel is prachtig rood gekleurd. Beide geslachten zijn niet identiek.

## Leefwijze
Deze vrij inactieve vogel zit meestal bewegingloos op een tak. Insecten vangen ze tijdens de vlucht.

## Verspreiding en leefgebied
Deze soort komt voor in de tropische regenwouden van Maleisië, Sumatra en Borneo.